# 22080 Emilevasseur
22080 Emilevasseur è un asteroide della fascia principale. Scoperto nel 2000, presenta un'orbita caratterizzata da un semiasse maggiore pari a 2,3419999 UA e da un'eccentricità di 0,0771729, inclinata di 6,20075° rispetto all'eclittica.